# Bishopville
Bishopville è una città di 3.761 abitanti degli Stati Uniti d'America situata nella contea di Lee nello Stato della Carolina del Sud.